# Juan Davis Bradburn
Juan Davis Bradburn (1786 o 1787 – 20 de abril de 1842), nacido John Davis Bradburn, fue un coronel de infantería del Ejército Mexicano. Las acciones que tomó en 1831 y 1832 como comandante de la guarnición en Anáhuac, Texas Mexicana, llevaron a los eventos conocidos como los disturbios de Anáhuac.
Nació y creció en Estados Unidos y sus primeras ocupaciones fueron las de comerciante y traficante de esclavos. Se cree que entró en México por primera vez en 1812, como parte del Ejército Republicano del Norte, cuyo objetivo era combatir el dominio español en Texas. Cuando se aplastó la expedición del Ejército Republicano, Bradburn se trasladó a Luisiana, en donde participó en la milicia durante la batalla de Nueva Orleans. Ya con licenciamiento, luchó durante varios años por la Independencia de México y posteriormente pasó a ser oficial del nuevo Ejército Mexicano y mensajero del emperador Agustín de Iturbide.
En 1830, estableció nuevos puestos militar y aduanero en Anáhuac. Sin embargo, los colonos locales se molestaron por sus esfuerzos por retener los títulos de propiedad de tierras de aquellos que ocuparon áreas no autorizadas. Igualmente, su búsqueda de hacer cumplir leyes aduaneras, hasta ese entonces ignoradas, empeoraron su malestar. Esta situación escaló cuando Bradburn, cumpliendo las leyes mexicanas, se negó a regresar los esclavos fugados a sus dueños en Estados Unidos. Luego de recibir una carta falsa que alertaba sobre un grupo de hombres armados que marchaba hacia Anáhuac para recuperar esclavos, Bradburn ordenó el arresto de William Barret Travis y Patrick Churchill Jack, abogados locales.
Los colonos se indignaron debido a que Travis no recibió algunas de las protecciones establecidas en la Carta de Derechos de los Estados Unidos, aunque estos derechos no estaban garantizados en territorio mexicano. Un grupo de texanos se trasladó a Anáhuac para liberar a Travis y forzó la expulsión de Bradburn de Texas. Además, animaron a otros inmigrantes a tomar las armas contra los soldados mexicanos. Como resultado, Davis Bradburn «fue uno de los hombres más calumniados en los recuentos históricos» de la Texas decimonónica.

## Primeros años
John Davis Bradburn nació en 1787 en Virginia. Se cree que su padre fue William C. Bradburn y que tuvo un hermano mayor, llamado William. En algún momento después de 1800, su familia se trasladó al Condado de Christian, Kentucky. En su juventud se desempeñó como comerciante en las cercanías de Springfield, Tennessee. También traficó esclavos y en una ocasión fue encarcelado en Natchez, Misisipi, por una venta disputada.
También se cree que participó en el Ejército Republicano del Norte, cuyo objetivo era combatir el dominio español en Texas. El intento de los rebeldes fue exitoso en las etapas iniciales; lograron tomar Nacogdoches, Goliad y San Antonio de Béxar, la capital provincial. No obstante, la ejecución del gobernador Manuel María Salcedo y de Simón de Herrera y Leyva causó la indignación de muchos estadounidenses y su separación del movimiento. Los miembros restantes de la expedición fueron derrotados por las fuerzas realistas en la batalla de Medina en agosto de 1813. Un pequeño número de estadounidenses logró escapar a Luisiana.
Para 1814, Bradburn tenía su residencia en Luisiana. En ese entonces, corrían los rumores de que los británicos se preparaban para invadir Nueva Orleans. Luego de la convocatoria en diciembre de voluntarios para defender el estado, Bradburn se enroló en el Decimoctavo Regimiento de Luisiana y fue elegido tercer teniente. Su unidad llegó a Nueva Orleans el 24 de enero, poco después de la batalla de Nueva Orleans y se mantuvo allí hasta que finalizó la ley marcial el 11 de marzo.

## Independencia de México

Agustín de Iturbide

Permaneció en Nueva Orleans luego de recibir su licencia de la milicia. En ese momento, con la Guerra de Independencia de México en curso, muchos filibusteros, que planeaban expediciones militares no autorizadas, se reunieron en la ciudad para planear la liberación de Texas del control español. Bradburn alcanzó el grado de sargento mayor en el movimiento liderado por Juan Pablo de Anaya y Henry Perry. Cuando las fuerzas de Perry entraron en Texas a inicios de 1816, Bradburn dirigió en Nacogdoches el envío de reclutas y suministros al cuerpo principal de la expedición. En junio, se unió a Perry en sus cuarteles generales, ubicados en un risco que se extendía por el río Trinity y que se llegó a conocer como «Punta de Perry». Sin embargo, poco sucedió en los meses siguientes.
En noviembre de 1816, el filibustero Francisco Xavier Mina arribó con hombres y suministros adicionales. Mina planeaba invadir Tampico y ayudar al ejército revolucionario en el interior de México. Bradburn se alió con él y poco después se le designó segundo al mando de las tropas estadounidenses, comandadas por el coronel Gilford Young. Los filibusteros viajaron al Fuerte Sombrero, una fortificación insurgente localizada en la provincia de Guanajuato. Las provisiones rebeldes menguaron cuando las tropas realistas sitiaron el baluarte. Aunque Mina intentó negociar la rendición, los españoles ofrecieron paso seguro solamente a los nativos mexicanos, mientras que a los estadounidenses y otros extranjeros se les exigió una rendición a discreción. Cuando los filibusteros consideraban la situación, Young fue asesinado y Bradburn quedó al mando de las tropas. El 19 de agosto, ordenó la retirada. Sin embargo, menos de un cuarto de los estadounidenses logró escapar debido a que los españoles lanzaron un ataque con caballería.
Se quedó en México y poco después se unió a las fuerzas de Vicente Guerrero. Pese a la reputación de cruel de este último, ambos hombres mantuvieron una relación cercana. Sin embargo, en al menos en una ocasión, Bradburn desafió las órdenes de Guerrero, negándose a permitir la ejecución de oficiales españoles capturados. Sus acciones impresionaron a Agustín de Iturbide, comandante de las tropas españoles que luchaban contra Guerrero. En diciembre de 1820, Bradburn abandonó el bando insurgente y se integró al grupo de Iturbide. La mayoría de los historiadores mexicanos considera que su deserción se debió a que estaba cansando del conflicto. No obstante, al menos un historiador cree que Bradburn se unió al ejército realista como espía de Guerrero. Un mes después, ya había sido nombrado intermediario entre ambos comandantes.
Más tarde, Iturbide desertó del bando español, con la intención de liderar al nuevo México independiente, y reclutó las tropas de sus antiguos ejércitos, ofreciendo rangos iguales o mayores en su nueva organización. Bradburn aceptó y alcanzó el rango de coronel.

## México independiente
En septiembre de 1821, México firmó su independencia de España. Al año siguiente, Iturbide fue proclamado emperador y destinó a Bradburn como enviado en los Estados Unidos. Este último regresó con las noticias de que ese país se preparaba para reconocer a México como país independiente. Más tarde, el emperador arregló el matrimonio de Bradburn con María Josefa Hurtado de Mendoza y Caballero de los Olivos, una mexicana con buenos contactos, hija de Andrés Diego Hurtado de Mendoza y Gorráez, XI conde del Valle de Orizaba y de su esposa María de los Dolores Caballero de los Olivos y Rodríguez de Sandoval. La pareja tuvo dos hijos, José Manuel Agustín y Andrés María Agustín Davis-Bradburn Hurtado de Mendoza que ingresó al sacerdocio en su juventud.
Iturbide fue derrocado en marzo de 1823. El nuevo gobierno se basó en principios federalistas y Bradburn, un acérrimo centralista, se distanció discretamente de la política en los años subsecuentes. Reapareció en los registros mexicanos en 1828, cuando se le concedió un monopolio de tráfico de barcos de vapor en el río Bravo, desde el Golfo de México, pasando por Coahuila. Al ser incapaz de cumplir con los términos, se le revocó la concesión en 1830.

## Texas
El nuevo gobierno federalista autorizó de forma oficial la inmigración de Estados Unidos a Texas Mexicana en 1824. No obstante, las autoridades mexicanas se mostró preocupadas de que Estados Unidos intentara tomara Texas a la fuerza, inquietudes producto, esencialmente, de la afluencia de colonos y los fallidos intentos de comprar el territorio por parte del gobierno estadounidense. La legislación también indicaba el establecimiento de oficinas de aduanas en Texas para poner en ejecución los derechos aduaneros. En consecuencia, el 4 de octubre de 1830 se le ordenó a Bradburn crear la primera oficina aduanera, localizada en la bahía de Galveston. Se le escogió para el encargo principalmente por dos motivos: que era bilingüe y se podía comunicar tanto con inmigrantes estadounidenses como con nativos mexicanos y porque tenía conocimientos del área y su terreno.
Bradburn y sus hombres llegaron a la bahía de Galveston el 26 de octubre y establecieron el puesto en el mismo risco de 9.1 metros de alto en donde tiempo atrás Perry había montado su campamento. Bradburn también mandó nombrar el fuerte Anáhuac en honor al valle del Anáhuac. Los soldados construyeron dos grandes hornos para crear ladrillos y con ellos edificar un fuerte permanente. Sin embargo, cuando los hornos ya estaban en funcionamiento, Bradburn vendió los ladrillos a los colonos que deseaban vivir cerca del fuerte. El pueblo comenzó a crecer rápidamente y para el 1 de junio ya contaba una población de 300 civiles y 170 efectivos militares. En ese momento, Bradburn dirigió su atención a construir el fuerte permanente. Empero, los soldados, inactivos durante un largo tiempo mientras los hornos producían los ladrillos para los colonos, estaban enfurecidos al no esperar ser ocupados para semejantes trabajos físicos. Su disgusto se incrementó por los altos estándares de Bradburn. En algunas ocasiones este último obligó a los hombres a reconstruir secciones que no cumplían con sus puntos de referencia de calidad. Por estas razones, muchos soldados desertaron.
La Constitución mexicana de 1824 prohibía a los inmigrantes establecerse a menos de 42 kilómetros de la costa y, sin embargo, muchos colonos ya se habían asentado en las cercanías de las costas. En enero de 1831, José Francisco Madero, un nuevo comisionado estatal de tierras, arribó para otorgar títulos de propiedad a colonos establecidos en el área antes de 1830. No obstante, Bradburn consideraba que solo el gobierno federal tenía la autoridad para entregar tales títulos y que, como representante del gobierno federal, él era el único que podía autorizar los levantamientos catastrales.
En consecuencia, arrestó a Madero y su asistente, José María Jesús Carbajal. Sin embargo, dentro de los siguientes diez días, recibió órdenes de sus superiores de liberarlos. Madero, en cuanto pudo, emitió escrituras y estableció un ayuntamiento para los residentes del área: la «Villa de la Santísima Trinidad de la Libertad», que más tarde se convirtió en Liberty. Pese a que Bradburn consideraba ilegal su creación —por hallarse demasiado cerca de la costa— no intentó interferir con su establecimiento. No obstante, el 9 de diciembre, su superior, Manuel Mier y Terán, le ordenó desmantelar el pueblo y establecer el ayuntamiento en Anáhuac.

### Impuestos
El gobierno mexicano había concedido exenciones arancelarias específicas para los primeros grupos de inmigrantes en Texas. Conocida como Old Three Hundred, la colonia fue establecida por el empresario Stephen F. Austin. La mayor parte de los colonos texanos, incluidos aquellos asentados en otros terrenos cedidos de Austin, creyeron erróneamente que la concesión aplicaba a todos. Con la llegada de Bradburn comenzó la recolección de impuestos. Luego de escuchar quejas de los capitanes de barcos, Bradburn influyó para recortar algunas tarifas excesivas. Empero, los colonos se enfurecieron dado que sus mercancías eran más caras. La mayoría los habitantes de la colonia de Austin también se negaron a aceptar que su exención había expirado y fueron francos al expresar sus desacuerdos con los impuestos y con Bradburn. No obstante, para mantener la paz, este último designó hombres de la localidad para recolectar los impuestos de la propia colonia de Austin. Sin embargo, estos hombres no buscaron cumplir rígidamente la ley, por lo que, poco después, los ánimos se calmaron.
Tratando de resolver los conflictos, Austin escribió a Bradburn pidiendo ayuda para revocar los impuestos en Texas. Bradburn remitió la misiva a sus superiores; su comandante respondió, según la biógrafa de Bradburn, Margaret Swett Henson, recordándole que «los impuestos eran recolectados por todas las naciones del mundo, pero que solo en Brazoria [esta recolecta] ocasionó disturbios». Austin culpó a Bradburn por la reprimenda.

### Disturbios de Anáhuac
En enero de 1832, Bradburn recibió correspondencia que mencionaba diez hombres de su jurisdicción que apoyaban la separación de Texas de México. A partir de ese momento, de acuerdo con Henson, «Bradburn se obsesionó cada vez más con los angloestadounidenses y sus intenciones. Además, creía que cada evento era parte de una conspiración para separar Texas». Meses después, algunos hombres organizaron una milicia para, supuestamente, proteger el asentamiento de ataques indios. No obstante, las leyes mexicanas prohibían la creación de grupos paramilitares, por lo que Bradburn arrestó a su cabecilla, Patrick Jack. Pese al enfado de algunos ciudadanos, poco hicieron un esfuerzo por intervenir. Robert McAlpin Williamson, que fue una de las excepciones, amenazó de muerte a Bradburn y logró la liberación de Jack.
Las intenciones del socio abogado de Jack, William Barret Travis, también fueron motivo de preocupación para Bradburn. El año anterior, este último había garantizado asilo para dos esclavos fugitivos de Luisiana en virtud de las leyes mexicanas de 1829 que prohibían la esclavitud. Travis representó a su dueño en una serie de fallidos intentos por retornarlos a su esclavitud en Estados Unidos. En mayo de 1832, Bradburn recibió una carta advirtiéndole que cien hombres armados, estacionados a 64 kilómetros de su posición, buscaban recuperar a los esclavos. Sin embargo, al enterarse de que se trataba de una farsa, ordenó el arresto de Travis para interrogarlo y pretendió enviarlo a Matamoros para que se efectuara un juicio militar por intento de sublevación, crimen penado con la muerte. A los colonos les molestó que el arresto no requiriera una orden judicial, un pliego de cargos o un juicio con jurado. La mayoría desconocía la legislatura mexicana y asumía que la Carta de Derechos estadounidense aplicaba en ellos.
Ante amenazas de Jack, Bradburn le arrestó. Con ello, los colonos comenzaron a marchar hacia Anáhuac provenientes de varios asentamientos texanos y, para inicios de junio, ya se habían reunido 150 personas, con Frank W. Johnson al mando. El grupo de Johnson capturó diecinueve oficiales de caballería que trataban de hacer un reconocimiento de la posición de los texanos, por lo que Bradburn quedó con solo 80 soldados, pues el resto habían desertado. El 10 de junio, los insurrectos ocuparon edificios en el norte de la población e iniciaron las negociaciones para finalizar pacíficamente el conflicto. Las autoridades mexicanas aceptaron liberar los prisioneros si los texanos dejaban en libertad a los oficiales de caballería y posteriormente se retiraban a Turtle Bayou.
No obstante, aunque la mayoría de los rebeldes abandonaron Anáhuac, entre diez y treinta hombres permanecieron desperdigados en el pueblo. Dado que lo consideró una violación del acuerdo, Bradburn amenazó con disparar contra la aldea al cabo de dos horas. Temiendo el inminente ataque, mujeres y niños dejaron Anáhuac. Los soldados mexicanos se enfrentaron con los hombres restantes, lo que llevó a la muerte de cinco soldados y un texano. Luego de la escaramuza, los texanos se reunieron en Turtle Bayou para esperar la llegada de cañones almacenados en Brazoria. Por otra parte, aprovechando la guerra civil en el interior de México, bosquejaron sus Resoluciones de Turtle Bayou, en las que se declaraban federalistas que apoyaban al general rebelde Antonio López de Santa Anna y condenaba la «presente dinastía» que les daba orden militar en lugar de autoridad civil.
Mientras los texanos esperaban la artillería, Bradburn envió mensajes a los coroneles Piedras, estacionado en Nacogdoches (320 kilómetros al norte), y Elosúa, localizado en San Antonio (480 kilómetros al oeste). El 19 de junio, Piedras y cerca de cien hombres emprendieron el camino para apoyar a Bradburn. Sin embargo, dado que desconocía el número de texanos a los que se enfrentaba, Piedras esperaba apaciguar el conflicto sin violencia. Además, instado por el coronel, Bradburn renunció a su autoridad. Quien fue elegido para reemplazarle, Félix María Subarán, se negó a tomar el cargo, por lo que Piedras aceptó tomar temporalmente el mando de la guarnición. El 2 de julio, transfirió los prisioneros a las autoridades civiles y, al cabo de semanas, estos fueron liberados sin cargos. El 8 de julio, Piedras se trasladó a Nacogdoches; seis días más tarde, la mayor parte de las tropas en Anáhuac se declaró federalista. Solamente Bradburn y unos cuantos seguían fieles a la causa centralista.

## Vida posterior
Después de un fallido intento de asesinato —atribuido a Travis—, Brabdurn decidió dejar Texas. No obstante, ninguno de los capitanes de barcos locales le permitía ser pasajero de sus navíos. El 13 de julio, Subarán anunció que no estaría garantizada la seguridad de los oficiales que aún apoyaban al gobierno centralista. Esa noche, Bradburn abandonó Anáhuac a pie. Años después, William B. Scates, un carpintero de la localidad, relató cómo, luego de que Bradburn se fue, los pobladores cubrieron con brea y plumas a los otros oficiales centralistas antes de meterlos en el agua y «restregarlos con mazorcas de maíz para limpiar los pecados de Bradburn».
El 6 de agosto, Bradburn llegó a Nueva Orleans y buscó refugio con el consulado mexicano. Muchos en ese lugar mantenían una imagen desfavorable suya; diez días antes, un periódico local había publicado una carta en la que Travis le describía como un «tirano» y aseguraba que había sido encarcelado únicamente por sus opiniones políticas. Bradburn compró un pasaje a Matamaros. Al llegar a México se enteró de que había sido oficialmente relevado de sus obligaciones en Anáhuac el 29 de junio, antes de que sus superiores supieran del conflicto armado.
Se mantuvo en el ejército, luchando por el gobierno centralista. El presidente interino Anastasio Bustamante le promovió a coronel de infantería luego de su participación en una batalla el 18 de septiembre. En los meses siguientes, comandó un regimiento en las cercanías de Reynosa. En diciembre, Bustamante y Santa Anna negociaron el final de la guerra. Las tropas de Bradburn se unieron con las del general federalista que operaba en la misma área, Lorenzo Cortina. Mientras que este último se encargó de comandar el regimiento conjunto, Bradburn se retiró del servicio militar. En los años subsecuentes, se dedicó a cultivar verduras cerca de Matamoros. Henson escribió que «un visitante de Texas notó que [Bradburn] era respetado por la comunidad extranjera de la ciudad, incluso por los comerciantes angloamericanos».
Cuando se inició la Independencia de Texas en 1835, Bradburn se reincorporó al ejército, bajo el mando del general José de Urrea, con la condición de que no se le solicitara combatir en el este de Texas. Cuando las fuerzas de Urrea erradicaron a los rebeldes ubicados a lo largo Golfo de Texas, a Bradburn se le encargó el pequeño puerto de Copano (actual condado de Refugio), al norte del río Nueces. En abril de ese año, el entonces presidente Santa Anna fue tomado prisionero en la batalla de San Jacinto y se ordenó a todas las tropas mexicanas retirarse al río Bravo. Bradburn permaneció en Copano para interceptar las embarcaciones mexicanas con suministros antes de que fueran capturadas por los texanos. A mediados de mayo, se le mandó trasladarse a Refugio y esperar específicamente la llegada de un navío con provisiones. Sus tropas se redujeron a cinco hombres y, luego de que dos desertaran y el resto se enfermara, Bradburn partió solo y a pie hacia México. Llegó a Matamoros el 13 de junio, con la salud deteriorada.
Nuevamente sirvió en el ejército durante la guerra de 1838. No obstante, para finales de 1840 ya se había retirado y residía en Matamoros. Falleció el 20 de abril de 1842 y fue sepultado en su rancho, que se cree se encontraba al este de Mission. Más tarde, la propiedad pasó a ser la residencia del seminario de La Lomita; se desconoce la ubicación de su tumba.

## Legado

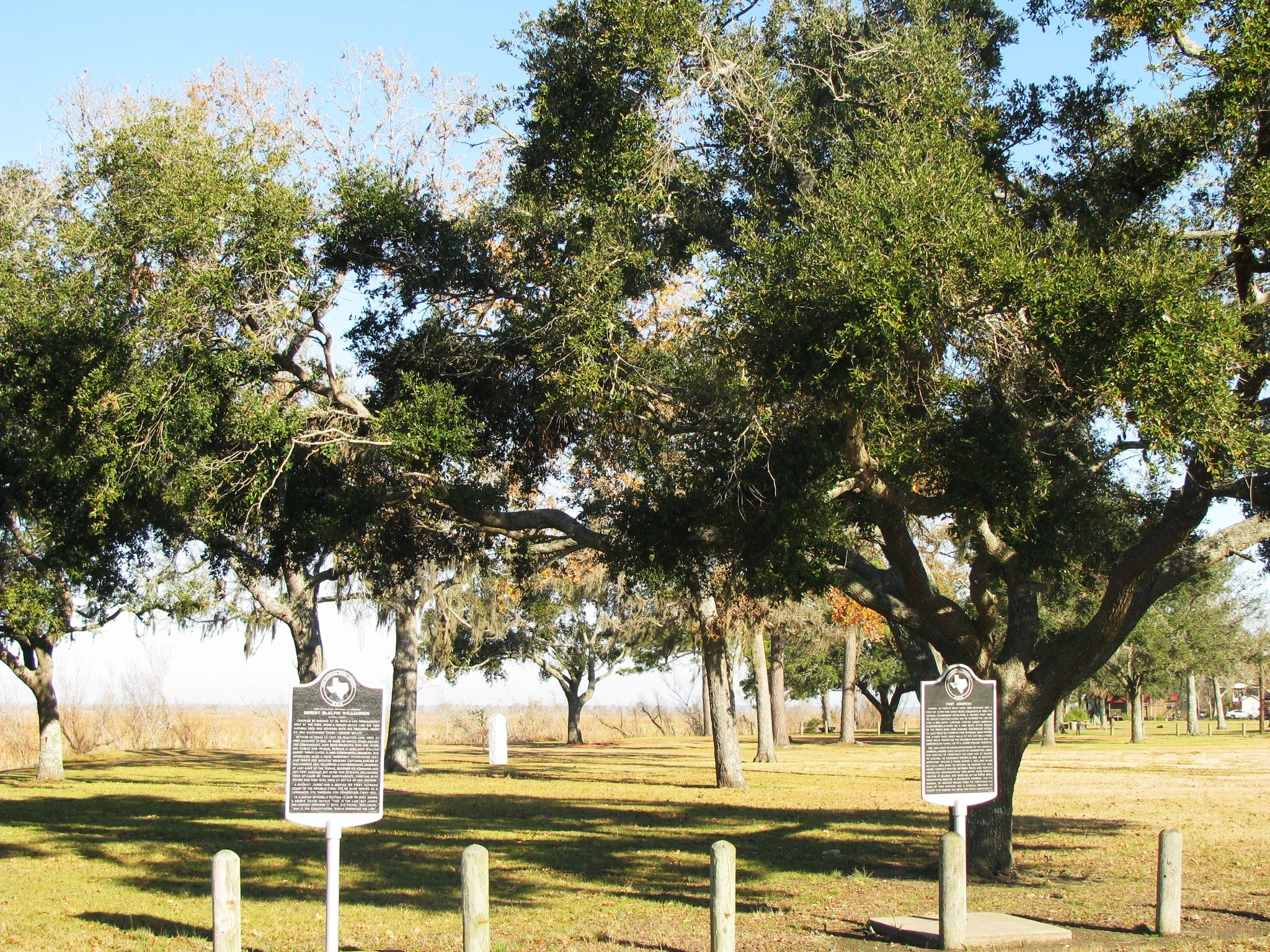
Fuerte Anáhuac

Su muerte fue anunciada de forma neutra en los periódicos de Texas. En el Telegraph and Texas Register se informó simplemente que el «General Bradburn, largo tiempo en el servicio mexicano y que formalmente fungió comandante de la guarnición de Anáhuac, falleció recientemente en Matamoros». No obstante, los libros de historia de la época no fueron amables al relatar sus acciones. Henry S. Foote, en su obra Texas and the Texans; or, Advance of the Anglo-Americans to the South-West (1841), le describió como un «espíritu malvado [que] rondaba, con aspecto sombrío y malicioso, la retaguardia del ejército de Santa Anna». Henson plantea que Bradburn fue «uno de los hombres más calumniados en los recuentos históricos de ese periodo», en parte porque no tuvo descendencia que tratara de «[preservar] su nombre y reputación en Texas».
Muchos de sus contemporáneos parecían compartían la creencia de Stephen F. Austin de que era «incompetente para tal mando y en parte de su tiempo está medio loco». Sus acciones «parecieron arbitrarias y autoritarias a los colonos, ignorantes del poder tradicionalmente ejercido por los militares mexicanos». Los texanos también se disgustaron porque Bradburn, cuyos orígenes estadounidenses compartía, a menudo actuaba contra los inmigrantes. Sin embargo, el historiador J. R. Edmondson apunta que los colonos «probablemente se habrían resentido con cualquier oficial, angloamericano o no, enviado para iniciar la recolección de impuestos de aduana». En el siglo XIX, pocos texanos entendían que Bradburn únicamente cumplía órdenes y buscaba ejecutar las leyes mexicanas, además de que ya no tenía conexión con la legislación estadounidense. Incluso en siglo XX, algunos historiadores lo llegaron a describir como «un pequeño tirano».
El historiador William C. Davis considera que Bradburn «exageró e hizo héroes a dos descontentos de la localidad, cuyas acciones, en otras circunstancias, su propia gente no habría estado tan dispuesta a aprobar». Las resultantes Resoluciones de Turtle Bayou instaron a otros texanos a tomar medidas similares. Muchas comunidades se declararon partidarias de Santa Anna y, en agosto, Piedras y sus tropas fueron expulsadas de Nacogdoches. Su retirada al interior mexicano dejó, temporalmente, el este de Texas libre de control militar mexicano. Esta situación alentó a los colonos a aumentar su actividad política. Poco después estos últimos organizaron la Convención de 1832, el primer intento de organización de los texanos para discutir objetivos en común.
Se desmanteló la guarnición de Anáhuac poco después de que Bradburn abandonó Texas. Sin tropas a las que comprar suministros, los civiles del área se dispersaron. No obstante, el fuerte se volvió a guarnicionar en enero de 1835, cuando el capitán Antonio Tenorio llegó con cuarenta hombres. Su mando, sin embargo, no fue más exitoso que el de Bradburn. Meses después, el 27 de junio Travis lideró un grupo de rebeldes para deponer a Tenorio en los segundos disturbios de Anáhuac. Iniciándose con la batalla de González ese mismo año la guerra de independencia, que supuso el restablecimiento de la esclavitud en Texas en 1836.